# Max Gottwald
Max Gottwald (* 13. September 2000 in Schotten) ist ein deutscher Fußballspieler.

## Karriere
Nach seinen Anfängen bei der JSG Schotten in Mittelhessen zog seine Familie Ende der 2000er Jahre ins ostwestfälische Harsewinkel. In der E- und D-Jugend spielte er für den FC Gütersloh, bevor er in die Jugend von Preußen Münster und im Sommer 2015 in die Jugendabteilung des FC Carl Zeiss Jena wechselte. Dort wurde er zu Beginn der Saison 2019 in den Profikader der Jenaer in der 3. Liga aufgenommen.
Am 3. November 2019, dem 14. Spieltag, kam er beim 3:1-Heimsieg gegen Hansa Rostock zu seinem Profidebüt, als er in der 84. Spielminute für Justin Schau eingewechselt wurde. Im Sommer 2020 wechselte er an die University of South Florida, um dort College Soccer zu spielen. Im Sommer 2022 wechselte er zum Flagler College.